# Tzemeni
Tzemeni är en ort i Mexiko.   Den ligger i kommunen San Cristobal De Casas och delstaten Chiapas, i den sydöstra delen av landet, 800 km öster om huvudstaden Mexico City. Tzemeni ligger 1 588 meter över havet och antalet invånare är 187.
Terrängen runt Tzemeni är bergig söderut, men norrut är den kuperad. Runt Tzemeni är det ganska glesbefolkat, med 30 invånare per kvadratkilometer. Närmaste större samhälle är San Cristóbal de las Casas, 9,9 km norr om Tzemeni. Omgivningarna runt Tzemeni är en mosaik av jordbruksmark och naturlig växtlighet.